# Malacopteron palawanense
Tordina-melodiosa ou tordina-ruiva-de-palauã (Malacopteron palawanense) é uma espécie de ave da família Timaliidae.
É endémica das Filipinas.
Os seus habitats naturais são: florestas subtropicais ou tropicais húmidas de baixa altitude.
Está ameaçada por perda de habitat.